# Perdida (serie de televisión)
Perdida es una serie de televisión española producida por Atresmedia en colaboración con Big Bang Media para su emisión en Antena 3. Está creada por Natxo López y protagonizada por Daniel Grao, Carolina Lapausa, Melanie Olivares, Ana María Orozco y Adriana Paz, entre otros. Fue preestrenada en Atresplayer Premium el 10 de enero de 2020 y en Antena 3 el 14 de enero de 2020. El 5 de junio de 2020 fue estrenada por Netflix en España, Portugal y Latinoamérica, entrando rápidamente en los rankings de las series más vistas de la plataforma.

## Sinopsis
Bogotá, Colombia. Una habitación de un hotel. Un hombre, Antonio (Daniel Grao), traga bolas de cocaína. Parece estar nervioso, pero él sigue tragando. Al terminar, se dirige al aeropuerto, callado, reservado. Allí es detenido.
10 años antes. Valencia, España. Antonio se dispone a comer en un chiringuito de playa junto a su mujer Inma y su familia. Su pequeña hija, Soledad, de cinco años, juega en la arena, cerca de la orilla del mar. La madre llama a la niña, pero la pequeña no responde… Todos acuden a buscarla, no hay ni rastro. Es como si se la hubiera tragado el mar…
Así arranca 'Perdida', un thriller emocional de tensión que narra el viaje de unos padres que harán lo indecible para descubrir lo que ha pasado con su hija. Una trama que se desarrollará entre España y Colombia y donde un padre tomará la difícil decisión de adentrarse en lo más oscuro, en la prisión extranjera de La Brecha (Colombia), para averiguar el paradero de su hija.
La serie narra el periplo que conducirá a esta familia a desvelar los auténticos motivos por los que una niña de cinco años desapareció sin dejar rastro.

## Reparto
- Daniel Grao como Antonio Santos Camps
- Carolina Lapausa como Inma Rodríguez Colomer
- Melanie Olivares como Eva Aguirre
- Ana María Orozco como Milena Jiménez Mendoza
- Adriana Paz como Angelita Moreno Guerrero
- Flaco Solórzano como Norberto Quitombo
- Juan Messier como Cruz Alfonso Ochoa
- Jon Arias como Sebastián Holguera
- Verónica Velásquez como Soledad Santos Rodríguez
- David Trejos como Ignacio
- María del Rosario como La Grilla
- Vince Balanta como Gilberto Banyê

## Capítulos
| N.º | Título                         | Dirigido por    | Escrito por                                             | Fecha de emisión original | Audiencia (millones) |
| --- | ------------------------------ | --------------- | ------------------------------------------------------- | ------------------------- | -------------------- |
| 1   | «El Español»                   | Iñaki Peñafiel  | Argumento: Natxo López y Mikel Barón Guion: Natxo López | 14 de enero de 2020       | 1 742 000 (11,5%)    |
| 2   | «Un hombre previsor»           | Iñaki Peñafiel  | Natxo López                                             | 21 de enero de 2020       | 1 287 000 (8,6%)     |
| 3   | «Teo»                          | David Ulloa     | Guion: Natxo López Diálogos: Carlos de Pando            | 28 de enero de 2020       | 1 137 000 (7,7%)     |
| 4   | «Reencuentros»                 | David Ulloa     | Natxo López y Carlos de Pando                           | 4 de febrero de 2020      | 1 154 000 (7,8%)     |
| 5   | «El traidor»                   | Rafa Montesinos | Natxo López                                             | 11 de febrero de 2020     | 1 055 000 (7,2%)     |
| 6   | «Los detalles son importantes» | Rafa Montesinos | Natxo López                                             | 18 de febrero de 2020     | 1 038 000 (7,4%)     |
| 7   | «La fuga»                      | Iñaki Peñafiel  | Argumento: Natxo López y Mikel Barón Guion: Natxo López | 25 de febrero de 2020     | 1 003 000 (7,1%)     |
| 8   | «Hombre muerto»                | Iñaki Peñafiel  | Natxo López, Almudena Ocaña y Aurora Gracià             | 3 de marzo de 2020        | 957 000 (6,7%)       |
| 9   | «Ibagué»                       | David Ulloa     | Natxo López y Mikel Barón                               | 10 de marzo de 2020       | 981 000 (6,8%)       |
| 10  | «Cambalaches»                  | Rafa Montesinos | Natxo López, Almudena Ocaña y Aurora Gracià             | 17 de marzo de 2020       | 973 000 (5,9%)       |
| 11  | «Padre»                        | Iñaki Peñafiel  | Natxo López                                             | 24 de marzo de 2020       | 1 053 000 (6,5%)     |